# Dicellophilus limatus
Dicellophilus limatus är en mångfotingart som först beskrevs av Charles Thorold Wood 1862.  Dicellophilus limatus ingår i släktet Dicellophilus och familjen storhuvudjordkrypare. Inga underarter finns listade i Catalogue of Life.